# Grand Prix-wegrace van Zwitserland 1952
De Grand Prix-wegrace van Zwitserland 1952 was de eerste race van het wereldkampioenschap wegrace van dit seizoen. De races werden verreden op 17 en 18 mei op het Circuit Bremgarten, een stratencircuit in de stad Bern. In Zwitserland reden vier klassen: de 250 cc en 350 cc op zaterdag, de 500 cc en de zijspanklasse op zondag.

## Algemeen
Het programma van de motorraces werd over twee dagen verdeeld. Dat had onder meer te maken met de combinatie met de Formule 1 Grand Prix, die eneneens op 18 mei werd verreden. De Grand Prix van Zwitserland kostte het leven aan twee coureurs: Dave Bennett in de 500cc-klasse en Ercole Frigerio in de zijspanrace. Beiden verongelukten in de Eymatt-bocht, waar eerder ook Achille Varzi, Jader Ruggeri en Omobono Tenni verongelukt waren.

## 500cc-klasse
In de 500cc-race vielen bijna alle favorieten uit, waardoor de nieuwe, watergekoelde AJS E95 meteen succesvol was met een overwinning van Jack Brett en de tweede plaats voor Bill Doran. Carlo Bandirola werd derde met de MV Agusta 500 4C, die op aandringen van Les Graham eindelijk kettingaandrijving en een Earles voorvork had gekregen. De oorzaak van veel problemen was de minderwaardige benzine, waarvoor een aantal Nortons omgebouwd moesten worden. In de wedstrijd ging Geoff Duke aan de leiding, vóór Les Graham, Jack Brett en Rod Coleman. Dave Bennett lag in het middenveld. Zijn Norton was niet herbouwd, evenmin als die van Duke. Geoff Duke ondervond daar de gevolgen van toen zijn motor stuk ging door de minderwaardige benzine. Er vielen nog meer rijders uit, en in de 22e ronde was Bill Doran eerste, Dave Bennett tweede en Jack Brett derde. Misschien kostte de benzine ook wel de overwinning aan Graham, wiens machine na een pitstop niet meer wilde starten. Aan het eind van ronde 27 was Bennett verdwenen. Tijdens het gevecht tegen Doran en Brett had hij een boom geraakt en hij was op slag dood.
| Pos | Coureur               | Merk       | Tijd      | Punten |
| --- | --------------------- | ---------- | --------- | ------ |
| 1   | Jack Brett            | AJS        | 1:21"03'0 | 8      |
| 2   | Bill Doran            | AJS        | +20'6     | 6      |
| 3   | Carlo Bandirola       | MV Agusta  | +1"28'4   | 4      |
| 4   | Nello Pagani          | Gilera     | +2"01'8   | 3      |
| 5   | Rod Coleman           | AJS        | +2"28'1   | 2      |
| 6   | Ray Amm               | Norton     | +1 ronde  | 1      |
| 7   | Libero Liberati       | Gilera     | +1 ronde  |        |
| 8   | Syd Lawton            | Norton     | +2 ronden |        |
| 9   | Willy Lips            | Norton     | +2 ronden |        |
| 10  | Friedel Schön         | Horex      | +2 ronden |        |
| 11  | Hans Wirz             | Triumph    | +3 ronden |        |
| 12  | James William Beevers | Norton     | +3 ronden |        |
| 13  | Massimo Forster       | Norton     | +3 ronden |        |
| 14  | Carletto Bellotti     | Moto Guzzi | +4 ronden |        |

| Coureur         | Merk      | Oorzaak         |
| --------------- | --------- | --------------- |
| Reg Armstrong   | Norton    |                 |
| Dave Bennett    | Norton    | Val (†)         |
| Geoff Duke      | Norton    | Motor           |
| Leslie Harris   | Norton    |                 |
| Umberto Masetti | Gilera    | Versnellingsbak |
| Les Graham      | MV Agusta | Motor           |
| Alfredo Milani  | Gilera    | Carburatie      |
| Jost Albisser   | Rudge     |                 |
| Werner Gerber   | Horex     |                 |
| Bob Matthews    | Norton    |                 |
| Sid Mason       | Norton    |                 |

| Coureur           | Merk   |
| ----------------- | ------ |
| Ken Kavanagh      | Norton |
| Auguste Goffin    | Norton |
| Hans Baltisberger | BMW    |
| Bill Lomas        | AJS    |
| Cromie McCandless | Norton |
| John Surtees      | Norton |
| Phil Carter       | Norton |
| Giuseppe Colnago  | Gilera |

## 350cc-klasse
In de 350cc-race kwam Geoff Duke wel aan de finish, bijna een minuut eerder dan Rod Coleman met de nieuwe, door Harry "Ike" Hatch ontwikkelde AJS 7R3 en twee minuten voor zijn eigen teamgenoot Reg Armstrong.
| Pos | Coureur       | Merk   | Tijd      | Punten |
| --- | ------------- | ------ | --------- | ------ |
| 1   | Geoff Duke    | Norton | 1:02"13'6 | 8      |
| 2   | Rod Coleman   | AJS    | +53"00'0  | 6      |
| 3   | Reg Armstrong | Norton | +2"02'1   | 4      |
| 4   | Jack Brett    | AJS    |           | 3      |
| 5   | Syd Lawton    | AJS    |           | 2      |
| 6   | Ray Amm       | Norton |           | 1      |

| Coureur        | Merk      |
| -------------- | --------- |
| Ernie Ring     | AJS       |
| Ken Kavanagh   | Norton    |
| Auguste Goffin | Norton    |
| Ewald Kluge    | DKW       |
| Roland Schnell | Horex     |
| Bill Lomas     | AJS       |
| George Brown   | AJS       |
| Les Graham     | Velocette |
| Mike O'Rourke  | AJS       |
| Robin Sherry   | AJS       |

## 250cc-klasse
Nog steeds was de Moto Guzzi Gambalunghino niet te verslaan: Fergus Anderson en Enrico Lorenzetti werden er eerste en tweede mee, voor Les Graham, die op privébasis met een Benelli niet onverdienstelijk derde werd.
| Pos | Coureur           | Merk       | Tijd       | Punten |
| --- | ----------------- | ---------- | ---------- | ------ |
| 1   | Fergus Anderson   | Moto Guzzi | 57"23'0    | 8      |
| 2   | Enrico Lorenzetti | Moto Guzzi | +0"06'1    | 6      |
| 3   | Les Graham        | Benelli    | +0"24'7    | 4      |
| 4   | Alano Montanari   | Moto Guzzi | +3"24'8    | 3      |
| 5   | Nino Grieco       | Parilla    | + 1 ronde  | 2      |
| 6   | Gotthilf Gehring  | Moto Guzzi | + 2 ronden | 1      |

| Coureur            | Merk       |
| ------------------ | ---------- |
| Ewald Kluge        | DKW        |
| Hein Thorn Prikker | Moto Guzzi |
| Hermann Gablenz    | Horex      |
| Rudi Felgenheier   | DKW        |
| Werner Haas        | NSU        |
| Arthur Wheeler     | Moto Guzzi |
| Benny Rood         | Velocette  |
| Bill Webster       | Velocette  |
| Maurice Cann       | Moto Guzzi |
| Ray Petty          | Norton     |
| Ron Mead           | Velocette  |
| Syd Lawton         | Moto Guzzi |
| Bruno Francisci    | Moto Guzzi |
| Bruno Ruffo        | Moto Guzzi |
| Roberto Colombo    | NSU        |
| Sijbren Postma     | Moto Guzzi |

## Zijspanklasse
De Nortons hadden het moeilijk tegen de Gilera-zijspancombinaties, waarvan de fabriekscoureurs Albino Milani en Ercole Frigerio nu de viercilinder Gilera 500 4C-motor hadden gekregen. Bovendien ontbraken de Norton-wereldkampioenen Eric Oliver en Lorenzo Dobelli, die bij een race in Frankrijk beenbreuken hadden opgelopen. De combinatie Ercole Frigerio/Ezio Ricotti vloog echter in de laatste ronde tegen een mast terwijl ze aan de leiding van de race lagen. Frigerio overleed en Ezio Ricotti verloor bij dit ongeluk een been.
| Pos | Coureur          | Bakkenist         | Merk       | Tijd      | Punten |
| --- | ---------------- | ----------------- | ---------- | --------- | ------ |
| 1   | Albino Milani    | Giuseppe Pizzocri | Gilera     | 54"54'3   | 8      |
| 2   | Cyril Smith      | Bob Clements      | Norton     | +5'4      | 6      |
| 3   | Jacques Drion    | Bob Onslow        | Norton     | +2"47'1   | 4      |
| 4   | Ferdinand Aubert | René Aubert       | Norton     | +1 ronde  | 3      |
| 5   | Marcel Masuy     | Denis Jenkinson   | Norton     | +1 ronde  | 2      |
| 6   | Jean Murit       | André Emo         | Norton     | +1 ronde  | 1      |
| 7   | Julius Beer      | Gernot Zingerle   | Norton     | +1 ronde  |        |
| 8   | Franz Mohr       | Günter Müller     | BMW        | +1 ronde  |        |
| 9   | Fritz Mühlemann  | Marie Mühlemann   | Triumph    | +1 ronde  |        |
| 10  | Roland Benz      | Onbekend          | Triumph    | +1 ronde  |        |
| 11  | Böhm             | Onbekend          | Norton     | +1 ronde  |        |
| 12  | Reichlin         | Onbekend          | Norton     | +2 ronden |        |
| 13  | Heinrich Stamm   | Onbekend          | Norton     | +2 ronden |        |
| 14  | Vaasen           | Onbekend          | Norton     | +2 ronden |        |
| 15  | Suter            | Onbekend          | FN         | +2 ronden |        |
| 16  | Renato Prati     | Onbekend          | Moto Guzzi | +7 ronden |        |

| Coureur     | Bakkenist       | Merk   | Oorzaak  |
| ----------- | --------------- | ------ | -------- |
| Eric Oliver | Lorenzo Dobelli | Norton | Blessure |

| Coureur         | Bakkenist    | Merk          | Oorzaak     |
| --------------- | ------------ | ------------- | ----------- |
| Eggenschwiler   | Onbekend     | Onbekend      |             |
| Jakob Keller    | Onbekend     | Onbekend      |             |
| Stärkle         | Onbekend     | Onbekend      |             |
| Wirth           | Onbekend     | Onbekend      |             |
| Siegfried Vogel | Onbekend     | Norton        |             |
| Giovanni Carrù  | Onbekend     | Carrù-Triumph |             |
| Henry Meuwly    | Onbekend     | Onbekend      |             |
| Ercole Frigerio | Ezio Ricotti | Gilera        | Ongeval (†) |

| Coureur        | Bakkenist       | Merk   |
| -------------- | --------------- | ------ |
| Julien Deronne | Edouard Texidor | Norton |
| Otto Schmid    | Otto Kölle      | Norton |
| Rudolf Koch    | Adolf Flach     | BMW    |
| Wilhelm Noll   | Fritz Cron      | BMW    |
| René Bétemps   | André Drivet    | Norton |
| Len Taylor     | Peter Glover    | Norton |
| Ernesto Merlo  | Dino Magri      | Gilera |

1922 · 1923 · 1924 · 1927 · 1928 · 1929 · 1930 · 1931 · 1932 · 1933 · 1935 · 1936 · 1937 · 1938 · 1946 · 
1947 ·1948 · 1949 · 1950 · 1951 · 1952 · 1953 · 1954 · 1959